# The Four Tops
The Four Tops — американский вокальный квартет, в репертуаре которого были произведения в стилях ду-воп, джаз, соул, ритм-н-блюз, диско, adult contemporary music, хард-рок и мюзикл. Группа была основана в Детройте (штат Мичиган) и первоначально называлась The Four Aims. В её состав вошли: лидер-вокалист Леви Стаббс (настоящее имя Леви Стабблз — двоюродный брат Джеки Уилсона и родной брат выступавшего в группе The Falcons Джо Стаббса), Абдул «Дюк» Факир, Риналдо «Оби» Бенсон и Лоренс Пэйтон. Более четырёх десятилетий музыканты работали вместе. С 1953 по 1997 состав группы оставался неизменным.
В отличие от The Miracles, The Marvelettes, Martha and the Vandellas, The Temptations и The Supremes, групп, определявших мотаунское звучание 60-х, The Four Tops выделялись наличием лидер-вокалиста баритона (Леви Стаббс), в то время как остальные коллективы того времени имели в первых рядах теноров. Для команды, пишущей и издающей песни, братьев Холландов и Дозье, The Four Tops были основной мужской вокальной группой. Дозье и Холланды написали целую серию хитов, включая два «хита номер один», входивших в «горячую сотню Биллборда»: «I Can’t Help Myself (Sugar Pie, Honey Bunch)» и «Reach Out I’ll Be There». После того как Холланд-Дозье-Холланд покинули компанию «Моутаун» в 1967 The Four Tops в основном работали с продюсером Франком Уилсоном. В 1972 году «Мотаун» переезжает в Лос-Анджелес (штат Калифорния), а The Four Tops остаются в Детройте и работают на ЭйБиСи Рекордс, продолжая издавать хиты до конца семидесятых. В течение 80-х в разное время издавались под разными лейблами: Моутаун, Касабланка Рекордс и Ариста Рекордс. На сегодняшний день компания Universal Music Group владеет всеми правами на всё творчество группы, начиная с 1963 года.
20 июня 1997 года умирает Лоренс Пэйтон. До того, как в группу не пришёл Тео Пиплз (бывший участник The Temptations), некоторое время группа работает втроём под названием The Tops. После перенесения в 2000 году Стаббсом инфаркта Пиплз занимает место лидер-вокалиста, а его место, в свою очередь, занял Ронни Макнейр. 1 июля 2005 года от рака лёгких умирает Бенсон, и его заменяет сын Пэйтона Роквел Пэйтон. С 2006 года Факир, Макнейр, Пэйтон и Пиплз выступают вместе под названием The Four Tops. 17 октября 2008 умирает Леви Стаббс. На сегодняшний день не осталось не одного участника, из первого оригинального состава.

## История группы

### Ранние годы
Все четыре участника вместе начали свою музыкальную карьеру в Детройте ещё будучи школьниками старших классов. По просьбе друзей ученики Першингской школы Леви Стаббс и Абдул «Дюк» Факир вместе с ребятами из Северной школы Риналдо «Оби» Бенсоном и Лоренсом Пэйтоном выступили на дне рождения. Ребята решили продолжать выступать вместе и стали называть себя The Four Aims. С помощью двоюродного брата Пэйтона, Роквела Дэвиса, The Aims подписали контракт с Chess Records в 1956 году, и чтобы их не путали с группой The Ames Brothers, взяли себе новое название — The Four Tops. Следующие семь лет работы на Chess, Red Top, Riverside Records и Columbia Records успеха им не принесли. В их репертуаре совсем не было хитов. Группа часто гастролировала, оттачивая своё мастерство на сцене, доводя его до совершенства. В 1963 году Берри Горди (младший), который в конце 50-х вместе с Роквелом Дэвисом писал песни, убедил The Four Tops пополнить ряды его растущей компании Моутаун.

### Начало работы в Моутаун
В самом начале своей моутаунской карьеры The Four Tops записывали джазовые стандарты под лейблом дочерней Workshop, а в остальное время работали бэк-вокалистами на записях моутаунских хитов таких как «Run, Run, Run» группы The Supremes и «My Baby Loves Me» группы Martha Reeves & The Vandellas.
В 1964 коллектив моутанских сочинителей песен, братья Холланды и Дозье, написали инструментальную композицию и поначалу не знали как ею воспользоваться. Потом пришла идея сделать из этого материала поп-песню для The Four Tops в духе модных тогда течений. Из этой затеи получилась песня «Baby I Need Your Loving». Когда она вышла в середине 1964 года, то заняла в США 11-е место в поп-чартах Billboard. Однако на радиостанциях, задающих тон в музыке, ключевых американских рынков, это песня оказалась ещё популярнее. «Baby I Need Your Loving» уверенно держала 10-е место и на WMCA в Нью-Йорке и на WKNR в Детройте. За передачами этих радиостанций следили слушатели всей страны, поскольку они представляли новые песни и новых исполнителей. После успеха сингла The Tops отошли от джаза и стали записывать песни в том же ключе что и «Baby I Need Your Loving.»
Следующий хит «Without the One You Love (Life’s Not Worth While)» отделили от поп и ритм-н-блюзового топ-40 всего три позиции.
В начале 1965 года вышла песня «Ask the Lonely», которая вошла в топ-30 поп чарта и в лучшую десятку ритм-н-блюзовых хитов. С этого момента дела у «The Tops» пошли в гору.

### Успех
Записью в июне 1965 года своего первого хита номер один «I Can’t Help Myself (Sugar Pie, Honey Bunch)», который впоследствии много раз перезаписывался и переиздавался, «The Four Tops» положили начало целой серии успешных синглов. В лучшую десятку попали «It’s the Same Old Song», «Something About You», «Shake Me, Wake Me (When It’s Over)», и «Loving You is Sweeter Than Ever».

## Дискография

### Горячая сотня синглов Billboard США и Великобритании
Нижеследующие синглы вошли в лучшие 30 в чартах синглов.
| Год  | Название песни                                                     | Американские хиты | лучшие R&B хиты США | AC США | Британский хиты |
| ---- | ------------------------------------------------------------------ | ----------------- | ------------------- | ------ | --------------- |
| 1964 | «Baby I Need Your Loving»                                          | 11                | -                   | -      | -               |
| 1965 | «Ask the Lonely»                                                   | 24                | 9                   | -      | -               |
| 1965 | «I Can't Help Myself (Sugar Pie Honey Bunch)»                      | 1                 | 1                   | -      | 10              |
| 1965 | «It's the Same Old Song»                                           | 5                 | 2                   | -      | 34              |
| 1965 | «Something About You»                                              | 19                | 9                   | -      | -               |
| 1966 | «Shake Me, Wake Me (When It's Over)»                               | 18                | 5                   | -      | -               |
| 1966 | «Loving You Is Sweeter Than Ever»                                  | 45                | 12                  | -      | 21              |
| 1966 | «Reach Out I'll Be There»                                          | 1                 | 1                   | -      | 1               |
| 1966 | «Standing in the Shadows of Love»                                  | 6                 | 2                   | -      | 6               |
| 1967 | «Bernadette»                                                       | 4                 | 3                   | -      | 8               |
| 1967 | «7-Rooms of Gloom»                                                 | 14                | 10                  | -      | 12              |
| 1967 | «You Keep Running Away»                                            | 19                | 7                   | -      | 26              |
| 1967 | «If I Were a Carpenter»                                            | 20                | 17                  | -      | 7               |
| 1968 | «Walk Away Renée»                                                  | 14                | 15                  | -      | 3               |
| 1968 | «Yesterday's Dreams»                                               | 49                | 31                  | -      | 23              |
| 1968 | «I'm In a Different World»                                         | 51                | 23                  | -      | 27              |
| 1969 | «What is a Man»                                                    | 53                | -                   | -      | 16              |
| 1969 | «Do What You Gotta Do»                                             | -                 | -                   | -      | 11              |
| 1969 | «Don’t Let Him Take Your Love From Me»                             | 45                | 25                  | -      | -               |
| 1970 | «Still Water (Love)»                                               | 11                | 4                   | -      | 10              |
| 1970 | «It's All In The Game»                                             | 24                | 6                   | 39     | 5               |
| 1971 | «River Deep - Mountain High» (The Supremes & the Four Tops)        | 14                | 7                   | -      | 11              |
| 1971 | «Just Seven Numbers (Can Straighten Out My Life)»                  | 40                | 9                   | -      | 36              |
| 1971 | «You Gotta Have Love in Your Heart» (The Supremes & the Four Tops) | 55                | 41                  | -      | 25              |
| 1971 | «In These Changing Times»                                          | 70                | 28                  | -      | -               |
| 1971 | «MacArthur Park (part 2)»                                          | 38                | 27                  | -      | -               |
| 1972 | «A Simple Game»                                                    | 90                | 34                  | -      | 3               |
| 1972 | «(It’s the Way) Nature Planned It»                                 | 53                | 8                   | -      | -               |
| 1972 | «Keeper of the Castle»                                             | 10                | 7                   | -      | 18              |
| 1973 | «Ain't No Woman (Like the One I've Got)»                           | 4                 | 2                   | 14     | -               |
| 1973 | «Are You Man Enough»                                               | 15                | 2                   | -      | -               |
| 1973 | «Sweet Understanding Love»                                         | 33                | 10                  | 41     | 29              |
| 1974 | «I Just Can’t Get You Out of My Mind»                              | 62                | 18                  | -      | -               |
| 1974 | «One Chain Don’t Make No Prison»                                   | 41                | 3                   | -      | -               |
| 1974 | «Midnight Flower»                                                  | 55                | 5                   | -      | -               |
| 1975 | «Seven Lonely Nights»                                              | 71                | 13                  | -      | -               |
| 1975 | «We Gotta All Stick Together»                                      | 97                | 17                  | -      | -               |
| 1976 | «Catfish»                                                          | 71                | 7                   | -      | -               |
| 1977 | «Feel Free»                                                        | -                 | 29                  | -      | -               |
| 1981 | «When She Was My Girl»                                             | 11                | 1                   | 9      | 3               |
| 1981 | «Don’t Walk Away»                                                  | -                 | -                   | -      | 16              |
| 1983 | «I Just Can’t Walk Away»                                           | 71                | 36                  | 18     | -               |
| 1985 | «Sexy Ways»                                                        | -                 | 21                  | -      | -               |
| 1988 | «Loco in Acapulco»                                                 | -                 | -                   | -      | 7               |
| 1988 | «Indestructible»                                                   | 35                | 57                  | 20     | 30              |
| 1988 | «If Ever a Love There Was» (Арета Франклин & the Four Tops)        | -                 | 31                  | 26     | -               |

### Альбомы
Выпуски под лейблом Motown:
- 1964: Four Tops (UK #2)
- 1965: Four Tops' Second Album (US #20)
- 1966: Four Tops Live! (US #17; UK #4)
- 1966: On Top (UK #9)
- 1967: Four Tops' Hits (UK #1)
- 1967: Reach Out (US #14; UK #6)
- 1968: Yesterday’s Dreams
- 1968: Four Tops' Greatest Hits (UK #1)
- 1969: The Four Tops Now
- 1969: Soul Spin
- 1970: Still Waters Run Deep (US #21)
- 1970: Changing Times
- 1970: The Magnificent 7 (with The Supremes)
- 1971: The Return of the Magnificent 7 (with The Supremes)
- 1971: Dynamite! (with the Supremes)
- 1971: Mac Arthur Park
- 1972: Nature Planned It

выпуски под лейблом ABC releases:
- 1972: Keeper of the Castle (US #33)
- 1973: Main Street People
- 1974: Meeting the Minds
- 1974: Live & in Concert
- 1975: Night Lights Harmony
- 1976: Catfish
- 1977: The Show Must Go On
- 1978: At The Top

выпуски под лейблом Casablanca:
- 1981: Tonight! (US #37)
- 1982: One More Mountain

выпуски под лейблом Motown:
- 1983: Back where I belong
- 1985: Magic
- 1986: Hot Nights (unreleased)
- 1999: Lost & Found: Breaking Through

выпуски под лейблом Arista:
- 1988: Indestructible

### DVD-диски
- The Four Tops Reach Out: Definitive DVD Motown/Universal (2008)
- The Four Tops: From the Heart: The 50th Anniversary Concert
- The Four Tops: Live at The MGM Grand: 40th Anniversary Special (1996)
- The Four Tops: (semi- documentary /concert rehearsal- recorded live for French TV,1971) 2004.